# Konguta (gemeente)
Konguta (Estisch: Konguta vald) was een gemeente in de Estlandse provincie Tartumaa. De gemeente telde 1400 inwoners op 1 januari 2017 en had een oppervlakte van 107,6 km².
De gemeente is in oktober 2017 opgegaan in de gemeente Elva.
De gemeente bestond uit zestien dorpen. Het bestuurscentrum was Konguta.

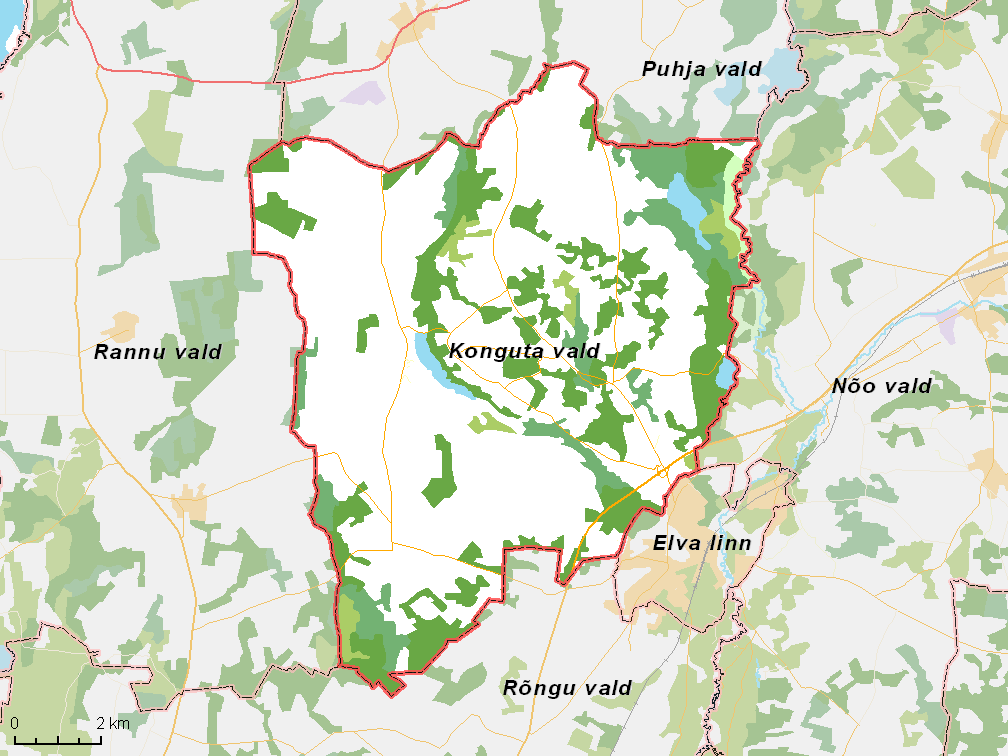
De gemeente met omliggende gemeenten, situatie begin 2017